# Lista över slott och herrgårdar i Bohuslän
Listan visar ett urval av de viktigaste slotten och herrgårdarna och redovisar även numera försvunna egendomar. Listan bygger huvudsakligen på Historiskt-geografiskt och statistiskt lexikon öfver Sverige i 7 band, Stockholm 1856-1870 och Carl Martin Rosenbergs Geografiskt-statistiskt handlexikon öfver Sverige, Stockholm 1882-1883 samt Slott och herresäten i Sverige, Allhems förlag, Malmö, 1966-1971.

## Slott och borgar
| Bild | Namn               | Typ        | Kommun    | Läge                                          | BBR id |
| ---- | ------------------ | ---------- | --------- | --------------------------------------------- | ------ |
|      | Bohus fästning     | borgruin   | Kungälv   | 57°51′43″N 11°59′58″Ö / 57.86194°N 11.99944°Ö |        |
|      | Clausenborg        | borgruin   | Strömstad |                                               |        |
|      | Dynge borgruin     | borgruin   | Uddevalla | 58°25′01″N 11°39′41″Ö / 58.41693°N 11.66130°Ö |        |
|      | Karlsborg          | borgruin   | Tanum     | 57°51′43″N 11°59′58″Ö / 57.86194°N 11.99944°Ö |        |
|      | Karlstens fästning | borg       | Kungälv   | 57°53′10″N 11°34′40″Ö / 57.88618°N 11.57791°Ö |        |
|      | Olsborg            | borgruin   | Tanum     | 58°44′52″N 11°34′32″Ö / 58.74777°N 11.57555°Ö |        |
|      | Ragnhildsholmen    | borgruin   | Göteborg  | 57°50′42″N 11°56′23″Ö / 57.84500°N 11.93972°Ö |        |
|      | Röe borg           | borgruin   | Lysekil   | 58°24′58″N 11°26′18″Ö / 58.41611°N 11.43833°Ö |        |
|      | Sundsborg          | borgruin   | Strömstad | 59°5′38″N 11°16′12″Ö / 59.09389°N 11.27000°Ö  |        |
|      | Tureborgen         | slottsruin | Uddevalla | 58°20′25″N 11°57′10″Ö / 58.3404°N 11.9529°Ö   |        |

## Herrgårdar
| Bild | Namn                  | Typ             | Kommun     | Läge                                          | BBR id |
| ---- | --------------------- | --------------- | ---------- | --------------------------------------------- | ------ |
|      | Anfasteröds herrgård  | herrgård        | Uddevalla  | 58°12′2″N 11°54′16″Ö / 58.20056°N 11.90444°Ö  |        |
|      | Bergs herrgård        | herrgård        | Munkedal   | 58°27′10″N 11°39′48″Ö / 58.45278°N 11.66333°Ö |        |
|      | Blomsholms säteri     | herrgård        | Strömstad  | 58°58′23″N 11°14′29″Ö / 58.97294°N 11.24147°Ö |        |
|      | Brattås herrgård      | herrgård        | Uddevalla  |                                               |        |
|      | Brattöns herrgård     | herrgård        | Munkedal   | 58°36′5″N 11°47′9″Ö / 58.60139°N 11.78583°Ö   |        |
|      | Brobergs säteri       | herrgård        | Lysekil    | 58°25′15″N 11°29′14″Ö / 58.42083°N 11.48722°Ö |        |
|      | Brålands säteri       | herrgård        | Munkedal   |                                               |        |
|      | Bäckebols säteri      | herrgård        | Göteborg   | 57°45′37″N 11°59′2″Ö / 57.76028°N 11.98389°Ö  |        |
|      | Cederslunds herrgård  | herrgård        | Uddevalla  |                                               |        |
|      | Dyne herrgård         | herrgård        | Strömstad  |                                               |        |
|      | Ellesbo herrgård      | herrgård        | Göteborg   | 57°50′2″N 12°00′10″Ö / 57.83389°N 12.00278°Ö  |        |
|      | Gullbringa säteri     | herrgård        | Kungälv    | 57°53′25″N 11°46′32″Ö / 57.89018°N 11.77549°Ö |        |
|      | Gullmarsbergs säteri  | herrgård        | Uddevalla  | 58°22′57″N 11°39′00″Ö / 58.38260°N 11.65010°Ö |        |
|      | Gustavsbergs landeri  | herrgård        | Uddevalla  | 58°19′46″N 11°54′17″Ö / 58.32944°N 11.90472°Ö |        |
|      | Hensbacka herrgård    | herrgård        | Munkedal   | 58°26′12″N 11°43′21″Ö / 58.43667°N 11.72250°Ö |        |
|      | Holma säteri          | herrgård        | Lysekil    | 58°22′46″N 11°33′42″Ö / 58.3794°N 11.5618°Ö   |        |
|      | Hälle herrgård        | herrgård        | Uddevalla  |                                               |        |
|      | Hökälla säteri        | herrgård, riven | Göteborg   | 57°45′26″N 11°56′58″Ö / 57.75722°N 11.94944°Ö |        |
|      | Kasens herrgård       | herrgård        | Uddevalla  |                                               |        |
|      | Kastellegården        | herrgård        | Kungälv    | 57°50′58″N 11°56′16″Ö / 57.84956°N 11.93788°Ö |        |
|      | Klarebergs herrgård   | herrgård        | Göteborg   | 57°47′58″N 11°58′52″Ö / 57.79944°N 11.98111°Ö |        |
|      | Lysegården            | herrgård        | Kungälv    | 57°56′29″N 12°1′42″Ö / 57.94139°N 12.02833°Ö  |        |
|      | Mariebergs säteri     | herrgård        | Kungälv    | 57°53′28″N 12°1′41″Ö / 57.89111°N 12.02806°Ö  |        |
|      | Mjölkeröds herrgård   | herrgård        | Tanum      | 58°45′27″N 11°14′51″Ö / 58.75750°N 11.24750°Ö |        |
|      | Morlanda säteri       | herrgård        | Orust      | 58°11′41″N 11°31′00″Ö / 58.19486°N 11.51653°Ö |        |
|      | Munkedals bruk        | herrgård        | Munkedal   | 58°29′3″N 11°41′57″Ö / 58.48417°N 11.69917°Ö  |        |
|      | Röe herrgård          | herrgård        | Lysekil    | 58°24′58″N 11°26′15″Ö / 58.41611°N 11.43750°Ö |        |
|      | Röstorps säteri       | herrgård        | Lilla Edet |                                               |        |
|      | Saltkällans säteri    | herrgård, riven | Munkedal   | 58°26′29″N 11°42′0″Ö / 58.44139°N 11.70000°Ö  |        |
|      | Samneröds herrgård    | herrgård        | Uddevalla  |                                               |        |
|      | Simmersröds herrgård  | herrgård        | Uddevalla  |                                               |        |
|      | Smedbergs herrgård    | herrgård        | Munkedal   | 58°29′16″N 11°38′27″Ö / 58.48778°N 11.64083°Ö |        |
|      | Stora Vrems säteri    | herrgård        | Tanum      | 58°33′2″N 11°23′44″Ö / 58.55056°N 11.39556°Ö  |        |
|      | Ströms slott          | herrgård        | Lilla Edet | 58°11′42″N 11°30′59″Ö / 58.19487°N 11.51649°Ö |        |
|      | Sundsby säteri        | herrgård        | Tjörn      | 58°04′13″N 11°41′20″Ö / 58.07027°N 11.68888°Ö |        |
|      | Svanviks säteri       | herrgård, riven | Orust      | 58°7′24″N 11°41′9″Ö / 58.12333°N 11.68583°Ö   |        |
|      | Sörreviks herrgård    | herrgård        | Uddevalla  |                                               |        |
|      | Tjöstelsröds herrgård | herrgård        | Uddevalla  | 58°13′17″N 11°55′42″Ö / 58.22139°N 11.92833°Ö |        |
|      | Tofta herrgård        | herrgård        | Kungälv    | 57°51′54″N 11°42′36″Ö / 57.86501°N 11.70990°Ö |        |
|      | Torps herrgård        | herrgård        | Lilla Edet |                                               |        |
|      | Torps herrgård        | herrgård        | Lysekil    |                                               |        |
|      | Torps herrgård        | herrgård        | Munkedal   | 58°30′22″N 11°39′44″Ö / 58.50611°N 11.66222°Ö |        |
|      | Torreby herrgård      | herrgård        | Munkedal   | 58°26′26″N 11°36′5″Ö / 58.44056°N 11.60139°Ö  |        |
|      | Thorskogs herrgård    | herrgård        | Lilla Edet | 58°02′00″N 12°08′11″Ö / 58.0334°N 12.1365°Ö   |        |
|      | Trankärrs säteri      | herrgård        | Kungälv    | 57°52′56″N 12°0′23″Ö / 57.88222°N 12.00639°Ö  |        |
|      | Vese säteri           | herrgård        | Lysekil    | 58°24′37″N 11°27′43″Ö / 58.41028°N 11.46194°Ö |        |
|      | Åby säteri            | herrgård        | Sotenäs    | 58°26′28″N 11°26′05″Ö / 58.4410°N 11.4348°Ö   |        |
|      | Ödsmåls herrgård      | herrgård        | Uddevalla  | 58°16′57″N 11°52′35″Ö / 58.28250°N 11.87639°Ö |        |
|      | Övre Bergs herrgård   | herrgård        | Uddevalla  |                                               |        |